# Partito Comunista Indocinese
Il Partito Comunista Indocinese (PCI), in lingua vietnamita: Đảng Cộng sản Đông Dương, fu il partito comunista dalla cui scissione ebbero origine gli odierni Partito Comunista del Vietnam e Partito Rivoluzionario del Popolo Lao, che governano rispettivamente in Vietnam e Laos, e il Partito Comunista di Kampuchea di Cambogia, disciolto nel 1981. Il PCI, nato nel 1930 in Vietnam, continuò a sopravvivere con i diversi nomi per ciascuna delle tre nazioni a partire dal 1951. Fu sostanzialmente un partito vietnamita che fece maturare i movimenti indipendentisti dei Paesi vicini, e la scissione avvenne dopo che i comunisti laotiani e cambogiani si erano organizzati nei propri Paesi.

## Origini

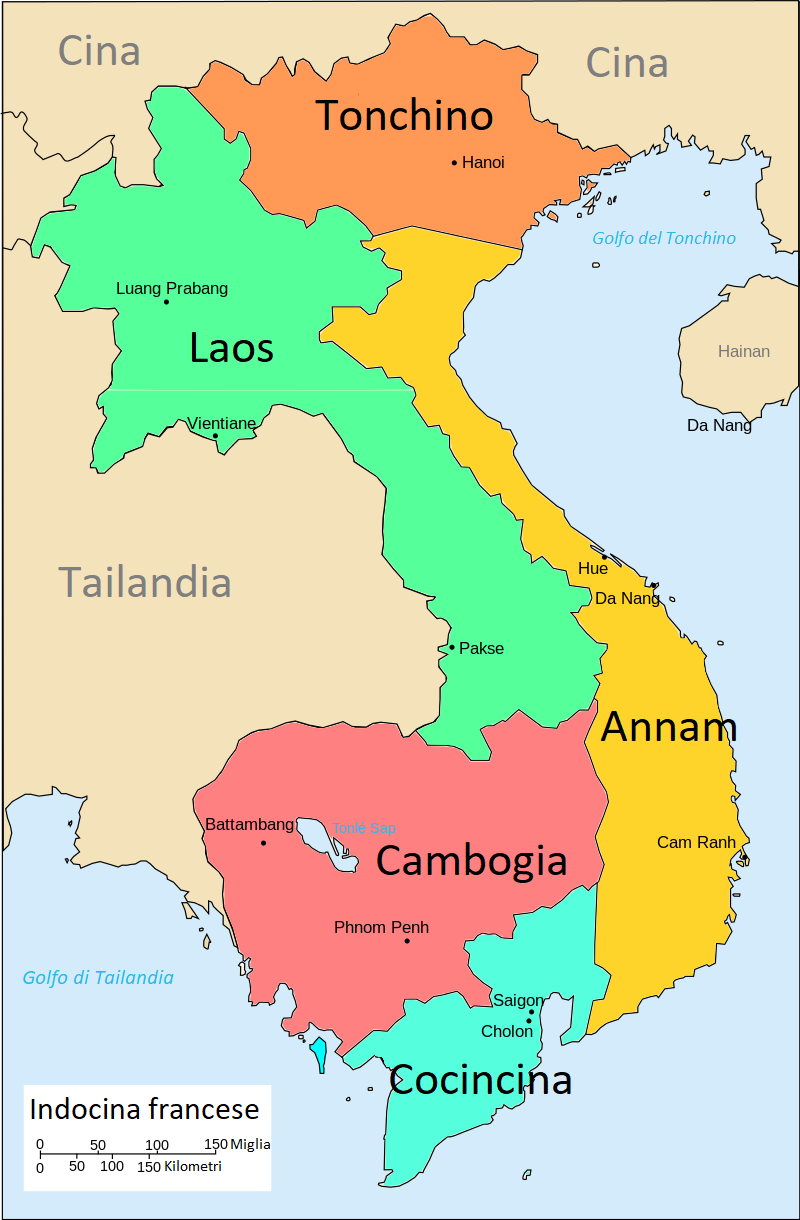
L'Indocina francese (Union indochinoise)

### Colonizzazione francese dell'Indocina
A partire dal 1858, la Francia iniziò a colonizzare il Vietnam. Dopo aver conquistato territori nell'Annam, nel centro dell'odierno Vietnam, e a sud in Cocincina, l'intera nazione fu assoggettata dopo la vittoria nella guerra franco-cinese nel 1885. La colonizzazione della Cambogia ebbe inizio nel 1863 e fu portata a termine nel 1906 sottraendo al Siam, l'odierna Thailandia, il controllo delle province occidentali cambogiane. Anche l'odierno Laos fu sottratto ai siamesi, che avevano in parte annesso e in parte reso stati vassalli i precedenti regni laotiani; iniziata nel 1893, la conquista del Laos ebbe termine nel 1907. Fondata nel 1887 con capitale a Saigon, la federazione coloniale Indocina francese assorbì gradualmente tutti i territori conquistati nella regione. Nel 1902 la capitale fu spostata ad Hanoi.

### Primi movimenti anti-francesi
Le prime organizzazioni anti-colonialiste indocinesi nacquero in Vietnam agli inizi del XX secolo ed erano di stampo monarchico e illuminista. Le prime dimostrazioni ebbero luogo nel 1908 e furono duramente represse dal governo coloniale, che nel disperderle fece diverse vittime. Al termine della prima guerra mondiale, le ribellioni cominciarono anche tra i vietnamiti arruolati nell'esercito coloniale. Vi partecipò anche il giovane imperatore vietnamita Duy Tân, che fu catturato e deportato nella remota isola della Reunion. Tra i più importanti capi delle rivolte vi fu Phan Bội Châu, che preparò l'insurrezione sotto il profilo politico e militare; messo agli arresti domiciliari nel 1925, sarebbe stato di esempio per i rivoluzionari dei periodi successivi. Al suo arresto, larghi strati della popolazione meno abbiente organizzarono dimostrazioni di protesta.

### Nascita del movimento comunista
Nel 1925, l'espatriato vietnamita Ho Chi Minh fondò in Cina la Thanh Nien Cach Menh Dong Chi Hoi (Lega della Gioventù Rivoluzionaria). Dopo aver girato il mondo lavorando nelle navi, a Parigi aveva maturato le idee del marxismo-leninismo, diventando nel 1920 uno dei fondatori del Partito Comunista Francese. Partecipò a Mosca alla sessione del 1924 del Comintern e visse per alcuni mesi nella capitale russa; si stabilì per i due anni successivi nella città cinese di Canton, allo scopo di esercitare giovani vietnamiti alla rivoluzione. In quel periodo fondò anche la Lega della Gioventù Comunista (Thanh Nien Cong San Doan). Tra le sue principali attività vi fu la stampa e la distribuzione in Indocina di un giornale che prospettava la via comunista all'indipendenza. Quando il leader nazionalista cinese Chiang Kai-shek ruppe l'alleanza con i comunisti, Ho si rifugiò in Russia nel 1927.

## Fondazione
Il 17 giugno 1929, alcuni tra i più radicali membri della Gioventù Comunista fondarono ad Hanoi il Partito Comunista d'Indocina (Đông Dương Cộng sản Đảng), che si espanse subito ed organizzò diverse manifestazioni e scioperi. Nel giro di un mese fu in grado di indire il primo Congresso Nazionale dei Sindacati Rossi. In quello stesso periodo si formarono altri partiti comunisti; i rimanenti membri della Gioventù Comunista diedero vita al Partito Comunista dell'Annam (An Nam cộng sản Đảng), e altri ancora formarono la Lega dei Comunisti Indocinesi (Đông Dương cộng sản liên đoàn). La frammentazione del movimento fu ampiamente criticata dal Comintern, che esortò Ho Chi Minh a recarsi a Hong Kong per unificare i vari partiti.
Alla presenza di Ho e di diversi rappresentanti di tali partiti, il 3 febbraio 1930 fu fondato a Hong Kong il Partito Comunista del Vietnam (Viet Nam Cong San Dang). Poco tempo dopo, su richiesta del Comintern, alla prima seduta plenaria della nuova formazione il suo nome fu cambiato in Partito Comunista Indocinese per coinvolgere anche le popolazioni di Laos e Cambogia. Fu data una struttura alla nuova compagine, Ho diede la direttiva di formare varie organizzazioni affiliate al partito, tra cui sindacati, associazioni di donne, giovani e contadini, e presentò gli obiettivi da porsi:
- Scacciare i francesi
- Ottenere l'indipendenza
- Istituire un governo formato da operai, contadini e soldati
- Organizzare una milizia operaia
- Cancellare il debito pubblico
- Confiscare e trasferire al governo proletario i mezzi di produzione
- Distribuire ai contadini le terre possedute dai francesi
- Sopprimere le tasse
- Istituire la giornata lavorativa di 8 ore
- Sviluppare artigianato e agricoltura
- Garantire la libertà di organizzarsi
- Istituire l'Istruzione Pubblica

Nei mesi che seguirono, i comunisti ingrossarono rapidamente la propria base raccogliendo nuovi membri soprattutto tra le fasce più povere della popolazione, le maggiormente colpite dalla crisi globale innescata dal crollo della Borsa di Wall Street del 1929, a cui era seguita la grande depressione. Le paghe erano diminuite, il prezzo e le esportazioni del riso dimezzate, mentre erano aumentati sensibilmente la disoccupazione e gli scioperi.

## Espansione
Grande seguito ebbe il partito nelle province centro-settentrionali di Nghe An e Nghe Thin, dove si ebbe la prima rivolta anti-francese di grandi masse di proletari che chiedevano la riduzione delle tasse e la restituzione delle terre. Dopo che alle loro domande fu opposto rifiuto, oltre a dare il via ad una serie di distruzioni ed espropri, i cittadini guidati dai comunisti si organizzarono in soviet (dinh) per raggiungere i loro scopi ed esercitare il controllo sul territorio. La risposta delle autorità coloniali fu durissima e la repressione durò da settembre del 1930 all'inizio del 1931, nel corso della quale fu impiegata l'aviazione per bombardare i ribelli. Alla ricerca degli organizzatori comunisti, furono arrestati oltre 1.000 dimostranti di cui 80 furono giustiziati e furono sciolti tutti i soviet. Capi del partito furono arrestati in tutto il Vietnam e, grazie al contributo dei governi vicini, anche in Cina, Singapore e Hong Kong.
Il periodo che seguì fu di paziente ricostruzione, attraverso l'educazione dei membri del partito e con l'acquisizione di nuovi membri, molti dei quali appartenevano alle minoranze etniche del Paese, in particolare quelle delle province ai confini montani con la Cina. In questo periodo si estese l'influenza della fazione trotskista, pur contro il volere del Comintern, che in seguito sarebbe stata messa in minoranza. Il primo Congresso nazionale del partito si svolse in segreto a Macao nel 1935. In quel periodo, il congresso del Comintern a Mosca adottò la politica di creare fronti nazionali contro il fascismo che unissero i movimenti comunisti alle forze antifasciste di qualsiasi provenienza politica. Fu richiesto al PCI di cercare l'alleanza con i partiti nazionalisti in Indocina.
L'elezione in Francia di un governo di sinistra nel 1936 affidato al socialista Léon Blum, portò alla scarcerazione di 1.532 prigionieri politici vietnamiti. Una nuova persecuzione dei comunisti si ebbe nel 1939 dopo il Patto Molotov-Ribbentrop, con cui l'Unione Sovietica e la Germania nazista stipularono un trattato di non aggressione. Oltre 2.000 membri del partito furono imprigionati e furono chiuse tutte le pubblicazioni comuniste.

## Seconda guerra mondiale
Una svolta nella lotta comunista di liberazione si ebbe con lo scoppio della seconda guerra mondiale, in particolare dopo l'invasione tedesca della Francia, che indebolì il governo dell'Indocina Francese privandolo di gran parte dei rifornimenti. Il governo di Vichy fu costretto a sottostare alle richieste dell'Impero del Giappone nel 1940, permettendo alle truppe di Tokyo di stazionare in Indocina in cambio del riconoscimento giapponese della sovranità francese sulla regione. Giunse quindi inaspettata una invasione giapponese dalla Cina, che costrinse le forze armate francesi a ripiegare verso sud e consentì ai comunisti delle province settentrionali di organizzarsi al meglio. Il cessate il fuoco stabilito tra i giapponesi ed il governo coloniale diede modo ai francesi di riprendere i territori in mano alla guerriglia, che a nord fu in grado di rifugiarsi sulle montagne ma a sud subì enormi perdite.

### Fondazione del movimento Viet Minh
Nel 1940, Ho Chi Minh si trasferì a Kunming, nella Cina del sud-ovest, dopo sette anni trascorsi a Mosca. Vi stabilì il quartier generale e riprese i contatti con i vertici del partito. Tornò in Vietnam nel febbraio del 1941, dopo trent'anni di assenza, ed organizzò un altro quartier generale nelle grotte di Pac Bo, vicino alla frontiera cinese, dove in marzo si tenne l'ottava sessione plenaria del partito. Fu in tale circostanza che venne fondato il movimento Viet Minh, un progetto egemonizzato dal PCI a cui potevano accedere i patrioti vietnamiti di qualsiasi ideologia, pronti a fare un fronte comune per l'indipendenza. Alcuni degli obiettivi del partito furono eclissati, come la prevista limitazione delle proprietà fondiarie. La stessa retorica comunista fu abbandonata in nome del nuovo progetto, che intese creare un'unità tra le masse rurali e il nazionalismo della classe media urbana.
I primi obiettivi che si pose Viet Minh furono la diffusione del suo apparato su tutto il territorio vietnamita e il consolidamento delle basi settentrionali in mano ai guerriglieri, lontane dal controllo dei francesi ma vicine alla Cina dove era possibile fuggire o esercitarsi. I Viet Minh si attestarono nella zona di Viet Bac, che comprendeva diverse province settentrionali. Il tentativo francese di sopprimere i ribelli fallì e Viet Minh estese la sua influenza su tutto l'arco della frontiera settentrionale. Nell'agosto del 1942, durante il viaggio per partecipare a un incontro in Cina con i vertici del locale Partito Comunista, Ho Chi Minh fu arrestato e tenuto in carcere per due anni dal Kuomintang. Riuscì poi a convincere il comandante regionale a scarcerarlo e a farlo tornare in Vietnam alla testa di un gruppo di guerriglieri addestrati e armati dai cinesi. Riprese il comando delle operazioni, approvando il dispiegamento di uomini armati sul territorio a fini di propaganda militare e politica.

### Occupazione giapponese del 1945
Il 9 marzo 1945, i giapponesi occuparono militarmente l'intero Paese, disarmarono i francesi e crearono l'Impero del Vietnam, uno Stato fantoccio indipendente ma sotto la propria tutela. A capo dello Stato fu posto l'Imperatore vietnamita Bảo Đại e a primo ministro l'intellettuale Trần Trọng Kim. Il trattato del 1883 con cui i francesi avevano imposto il protettorato sul Vietnam fu dichiarato nullo. La situazione dell'Impero giapponese era comunque ormai compromessa nel quadro del conflitto mondiale, e il Partito Comunista Indocinese trasse profitto dal disarmo dei francesi e dal fatto che il controllo dei giapponesi si limitava ai maggiori centri urbani. Con la popolazione ridotta a morire di fame, fu individuato nei giapponesi il nemico da scacciare, e a tale fine furono invitati ad unirsi alla lotta i patrioti francesi e i borghesi moderati delle città. Il piano era di prendere prima il controllo delle campagne e poi avanzare verso i centri urbani. Tra i vari comandanti che si distinsero in questo periodo vi fu il comunista Võ Nguyên Giáp, che avrebbe avuto un ruolo centrale nella politica del Paese nei decenni successivi.
Il popolo vietnamita rispose in massa alle sollecitazioni dei comunisti un po' ovunque, formando nuovi gruppi e organizzazioni di resistenza; ad Hanoi furono reclutati 2.000 nuovi operai, 100.000 contadini si unirono nella Provincia di Quang Ngai. Un'organizzazione comunista giovanile reclutò 200.000 combattenti a Saigon, che presto divennero un milione nell'intera Cocincina. Fu affidato al generale Giap il comando del neonato Esercito di Liberazione del Vietnam, il nucleo di quello che sarebbe diventato l'Esercito Popolare Vietnamita.
Nel giugno del 1945, Viet Minh si era compiutamente organizzato nella zona di Viet Bac sia a livello militare che amministrativo. Aveva iniziato la ridistribuzione delle terre che erano state dei francesi ai contadini più poveri, erano state abolite le corvée, istituiti corsi per l'istruzione popolare e annunciati il suffragio universale e le libertà democratiche. A capo del direttivo fu posto Ho Chi Minh, e i territori liberati di Viet Bac contavano su un milione di abitanti. A sud era più esteso il controllo dei giapponesi, che potevano contare sull'appoggio di grosse sette buddhiste locali. I comunisti erano comunque in crescita con diverse organizzazioni nel sud, tra cui le maggiori erano la Gioventù d'Avanguardia e la Federazione dei Sindacati Vietnamiti.

## Rivoluzione di agosto e indipendenza
Il 13 agosto 1945, subito dopo i bombardamenti atomici di Hiroshima e Nagasaki con cui gli Alleati piegarono definitivamente il Giappone, il comitato centrale del PCI riunito a Tan Trao diede indicazioni di dare il via a una rivolta generale durante il Congresso Nazionale di Viet Minh, e istituì un comitato rivoluzionario alla cui guida fu posto il segretario del PCI Trường Chinh. Il 16 agosto, il Congresso di Viet Minh ratificò le decisioni prese a Tan Trao e fu dato il via all'insurrezione, nota anche come la rivoluzione di agosto. A capo del nuovo Comitato di Liberazione Nazionale, che rappresentava il governo provvisorio, fu posto Ho Chi Minh (gravemente malato in quel periodo). Il giorno dopo fu ufficialmente adottata la bandiera rossa con la stella gialla, e Ho lesse un appello alla Nazione per aderire all'insurrezione.
Il 15 agosto, l'imperatore Hirohito aveva annunciato la resa del Giappone; la notizia si diffuse ad Hanoi il 16 e subito il comando militare giapponese locale consegnò il potere alle autorità vietnamite, che il giorno dopo furono deposte dalle forze Viet Minh. I rivoluzionari si armarono e la mattina seguente fu proclamato a una folla di 200.000 cittadini ad Hanoi l'inizio della rivolta. La folla occupò i principali edifici di potere senza incontrare resistenze; la vittoria ad Hanoi si estese subito agli altri capoluoghi delle province del Tonchino, dove furono a loro volta occupate le sedi dell'amministrazione. In Annam e in Cocincina, malgrado il PCI non avesse potuto espandersi come al nord, Huế e Saigon seguirono la sorte di Hanoi nel giro di pochi giorni. Il 25 agosto, l'imperatore Bảo Đại fu costretto ad abdicare. Le principali resistenze incontrate dai Viet Minh, ad opera dei gruppi buddhisti Hoa Hao e Cao Dai che cercavano di affermarsi in ambiti locali, si registrarono nel Delta del Mekong, dove in settembre iniziarono scontri armati.
Il 28 agosto Ho Chi Minh annunciò ad Hanoi, nuovo quartier generale Viet Minh, la formazione del governo provvisorio nazionale, del quale era presidente e ministro degli Esteri, Giap era ministro degli Interni e Pham Van Dong delle Finanze, mentre il deposto imperatore fu nominato consigliere. Il 2 settembre, Ho Chi Min proclamò ad Hanoi davanti a mezzo milione di vietnamiti l'indipendenza della Repubblica Democratica del Vietnam e chiuse il discorso con un appello alle forze alleate, vittoriose nel conflitto mondiale, di riconoscere l'indipendenza vietnamita.
In conformità con gli accordi siglati a luglio tra le forze alleate alla Conferenza di Potsdam, un esercito di 180.000 cinesi del Kuomintang di Chiang Kai-shek entrarono in Vietnam a inizio settembre per disarmare i giapponesi. Ho Chi Minh ordinò di evitare scontri armati e ne approfittarono i nazionalisti vietnamiti, appoggiati dai cinesi, che ottennero di entrare in un governo di coalizione capeggiato da Ho e con vicepresidente il leader nazionalista Nguyen Hai Than. Furono fissate elezioni generali per gennaio, dopo le quali 70 dei 350 seggi sarebbero spettati ai nazionalisti, e gli altri a chi veniva eletto, compresi gli stessi nazionalisti.
L'11 novembre 1945, il Comitato Centrale dichiarò la dissoluzione del Partito Comunista Indocinese, con la quale fu proclamato che i suoi membri da quel momento si sarebbero consacrati all'unità nazionale all'interno del Viet Minh. In realtà il partito rimase in vita, la dissoluzione fu solo una formalità per mascherare l'influenza comunista all'interno del Viet Minh, ma i vertici continuarono a riunirsi e a stabilire le direttive su cui i comunisti vietnamiti avrebbero dovuto muoversi.

## Ritorno dei francesi
Difficoltà maggiori per i comunisti vi furono al sud, dove ai partiti moderati di Saigon e ai buddhisti nel Delta del Mekong si aggiunsero i colonialisti francesi, liberati dalle carceri dai britannici, ai quali la Conferenza di Potsdam aveva delegato per il sud del Paese compiti analoghi a quelli assegnati ai cinesi per il nord. I francesi occuparono Saigon e si mossero poi verso il delta, dove la presenza delle sette buddhiste costrinse i comunisti a rifugiarsi nelle aree più remote.
Alle elezioni di gennaio ad Hanoi vi fu il trionfo dei candidati del Viet Minh, ma l'imminente arrivo a nord di truppe francesi, previsto per marzo, costrinse Ho a negoziare con gli stessi francesi. L'accordo stabilì l'accettazione degli europei del nuovo Stato vietnamita, a cui fu concesso di avere il proprio esercito, organi legislativi e potere sulle finanze, in cambio i vietnamiti dovettero concedere il dispiegamento di alcune forze armate francesi nel nord e riconoscere di far parte dell'Unione francese, il nuovo organismo coloniale globale che sostituì quelli locali precedenti, tra i quali l'Indocina francese. Fu inoltre previsto un referendum per l'unificazione da tenersi in Cocincina. I termini dell'accordo furono visti nel Paese come una sconfitta, ma Ho temeva che le forze vietnamite fossero ancora troppo deboli per rifiutare i compromessi. Poco dopo, 15.000 soldati francesi arrivarono in Tonkino e nel nuovo incontro per definire meglio i termini dell'accordo, che si tenne in primavera in Francia a Fontainebleau, Ho firmò un accordo temporaneo che conteneva vaghe promesse per un trattato definitivo da negoziare nel gennaio del 1947.

## I comunisti laotiani e khmer si uniscono a quelli vietnamiti
Nel 1902, l'amministrazione coloniale francese aveva stabilito la capitale ad Hanoi ed aveva privilegiato i più emancipati vietnamiti ai lontani e meno progrediti laotiani e cambogiani. Molti vietnamiti furono trasferiti in Laos e Cambogia come funzionari ed entrarono in contatto con le popolazioni locali. Inoltre, i tre popoli condivisero la cultura dei francesi ed ebbe luogo una sorta di integrazione fra le tre etnie.

### Laotiani
Un primo nucleo di laotiani entrò a far parte del PCI nel 1936. Tra i più importanti laotiani che entrarono in contatto con i comunisti vietnamiti vi furono Kaysone Phomvihane e Nouhak Phoumsavanh, entrambi di origini popolari e vietnamite, ed il principe Souphanouvong della casa reale di Luang Prabang, il quale era apertamente di sinistra ma non era iscritto al partito comunista. Anche in Laos i giapponesi avevano occupato il Paese il 9 marzo 1945 ed avevano costretto il filo-francese re Sisavang Vong a dichiarare l'indipendenza di uno Stato fantoccio controllato dalle truppe di Tokyo. I patrioti laotiani, con l'aiuto dei Viet Minh, approfittarono del tracollo giapponese e il 12 ottobre 1945 fondarono il movimento Lao Issara (Laos libero) che raccoglieva tutte le forze anti-francesi. Quello stesso giorno fu dichiarato deposto il re ed istituita un'effimera repubblica che prese il nome Pathet Lao.
I francesi erano stati costretti dai giapponesi a riorganizzarsi nelle aree rurali e, data l'esiguità delle forze di Lao Issara e le pessime condizioni delle finanze del nuovo governo, ripresero il potere con facilità nel marzo del 1946 riconsegnando il trono al sovrano. Il direttivo del Lao Issara fu costretto a fuggire e formare un governo in esilio a Bangkok, in Thailandia, appoggiato dalla locale diplomazia, mentre gruppi sparsi di partigiani continuarono in Laos la resistenza contro i colonizzatori. Tra i membri del governo rifugiati a Bangkok vi fu anche il principe Souphanouvong, mentre si rifugiarono ad Hanoi altri membri del movimento, tra cui i futuri capi del Partito Rivoluzionario del Popolo Lao Kaysone Phomvihane e Nouhak Phoumsavanh, convinti che l'indipendenza del Laos avrebbe potuto arrivare solo con l'appoggio dei comunisti nord-vietnamiti. Anche il comandante delle guarnigioni di Savannakhet Thao O Anourack si rifugiò ad Hanoi, dove accettò la proposta di fondare il Comitato per la Liberazione del Laos. Iniziò le operazioni militari nel nord del paese tenendosi in contatto con Hanoi e con la dirigenza di Lao Issara di Bangkok.

### Cambogiani
Nel 1940 fu fondato a Bangkok il movimento indipendentista Khmer Issarak (Cambogia Libera), che raccoglieva le forze patriottiche khmer. Nel 1941, al termine della guerra franco-thailandese, la Thailandia si riprese con l'aiuto dei giapponesi le province cambogiane occidentali che aveva ceduto ai francesi ad inizio secolo. Nel 1942, la corrente di sinistra dei patrioti cambogiani si organizzò attorno ai due ex-monaci Son Ngoc Minh e Tou Samouth. Il primo fondò una banda armata a Kampong Chhnang, dove aveva dovuto rifugiarsi dopo la rivolta soffocata in luglio a Phnom Penh. Il secondo, che aveva partecipato a tale rivolta, rimase nella capitale cambogiana fino al 1945 quando, dopo che il suo monastero fu distrutto da un bombardamento aereo statunitense, si trasferì in Vietnam per unirsi ai Viet Minh.
Furono questi due monaci a fondare il movimento comunista cambogiano, e verso la fine del 1945 entrambi erano attivi all'interno del Partito Comunista Indocinese nel periodo della rivoluzione di agosto. Grazie al loro impegno, si unirono alla causa comunista cambogiana molti membri dell'etnia khmer krom della Cocincina. Nel frattempo, anche in Cambogia i giapponesi avevano cacciato i francesi e spinto il giovane re Sihanouk a proclamare l'indipendenza sotto tutela giapponese nel marzo del 1945. In agosto, con il ritiro delle truppe di Tokyo, venne fondata una repubblica guidata da nazionalisti intellettuali che avevano cominciato ad opporsi ai francesi qualche anno prima. Il ritorno dei francesi pose fine alla repubblica e una parte dei patrioti che l'avevano costituita si unì al movimento Khmer Issarak nelle province cambogiane occidentali in mano ai thai. Fu in questi anni che all'interno di Khmer Issarak, un movimento eterogeneo che teneva insieme diverse realtà nazionali, si espanse l'influenza dei Viet Minh.

## Inizio della guerra d'Indocina
Nel 1946, Ho Chi Minh cercò invano una mediazione tra i francesi e l'ala più intransigente del partito, ma la situazione precipitò verso fine anno. I frequenti scontri che si verificarono tra le forze indipendentiste e quelle coloniali ad Haiphong, furono puniti dai francesi con il bombardamento della città in novembre, che causò una perdita di vite umane stimata tra le 6.000 e le 20.000. Nel centro e nel nord del Paese i contingenti francesi furono rinforzati con l'arrivo di 10.000 soldati della legione straniera e i patrioti vietnamiti si prepararono alla guerra. Il 19 dicembre, alla richiesta dei francesi di consegnare le armi e il controllo di Hanoi, i vietnamiti risposero attaccando la centrale elettrica cittadina e postazioni francesi. Fu l'inizio della guerra d'Indocina, le truppe coloniali occuparono l'aeroporto di Gia Lam e presero il controllo del centro della città.
L'offensiva francese portò alla conquista di tutti i capoluoghi di provincia in mano ai Viet Minh, che evitarono lo scontro aperto e si attestarono nelle zone rurali, esercitando gli effettivi ad azioni di guerriglia. A sud, l'intransigenza dei comunisti del Comitato per il sud, li isolò dal resto del Paese e li confinò in piccole aree liberate nelle zone più remote. Nell'autunno del 1947, le truppe francesi si spinsero verso il confine cinese e ripresero il controllo di buona parte della zona di Viet Bac. Il lavoro dei Viet Minh diede i suoi frutti verso la fine del 1948, quando le truppe arrivarono a contare su 250.000 effettivi e le azioni di guerriglia permisero di riconquistare una parte dei territori di Viet Bac. Malgrado le critiche delle masse rurali per la mancata introduzione di riforme sugli espropri delle terre dei latifondisti, il PCI in questo periodo ebbe una grande crescita.
Nel 1948, i francesi tentarono di attirarsi le simpatie della popolazione concedendo l'indipendenza all'intero Paese sotto la tutela dell'Unione francese, e ponendo a capo dello Stato l'imperatore Bảo Đại. L'iniziativa fu giudicata insignificante sia dai comunisti che dalle forze conservatrici, il cui leader Ngô Đình Diệm rifiutò di entrare nel nuovo governo. Un evento che avrebbe cambiato la storia del conflitto fu la vittoria nel 1949 delle forze maoiste nella guerra civile cinese. I comunisti presero il controllo della Cina, grazie anche agli aiuti sovietici, costringendo in ottobre i nazionalisti di Chiang Kai-shek a rifugiarsi nell'isola di Taiwan. Nel 1950, la neonata Repubblica Popolare Cinese riconobbe la Repubblica Democratica del Vietnam, mentre gli Stati Uniti riconobbero lo Stato fantoccio creato dai francesi e capeggiato da Bao Dai. Il modello di comunismo proposto da Mao Tse-tung fu lodato dai marxisti vietnamiti e, nel marzo di quell'anno, Ho Chi Min stipulò un accordo di cooperazione con il governo di Pechino, a cui fece seguito il riconoscimento sovietico del Vietnam liberato.

## Fondazione del movimento Pathet Lao
Nel frattempo, nel 1949 si era sciolto a Bangkok il movimento Lao Issara, la parte più moderata del suo direttivo accettò il perdono proposto dal regno coloniale del Laos e tornò in patria, mentre l'ala più radicale si spostò con Souphanouvong nel Vietnam del nord, unendosi ai comunisti laotiani e del Viet Minh. Nel Congresso dei Rappresentanti del Popolo convocato da Souphanouvong nell'agosto del 1950 venne creato il Fronte del Laos Libero, emanazione dello storico Lao Issara, che si impegnava alla lotta unitaria di tutte le forze anti-francesi per la rifondazione della Nazione Lao, detta Pathet Lao. Fu formato un nuovo governo in esilio in cui entrarono anche ex ufficiali del governo reale laotiano e membri di alcune minoranze tribali del Laos.
In quello stesso anno , Kaysone e Nouhak entrarono ufficialmente nel PCI, che egemonizzò il movimento Pathet Lao così come succedeva nel Viet Minh. La strategia del partito di fare un fronte unito con i patrioti non comunisti fu necessaria soprattutto in Laos, dove la nozione di armonia diffusa dal Buddhismo si scontrava con la lotta di classe propugnata dai comunisti. Il previsto rovesciamento della monarchia fu tenuto segreto. In questo periodo, dei 2.091 membri del PCI presenti in Laos, solo 31 erano laotiani. L'infiltrazione di osservatori e truppe nord-vietnamite in Laos passò dalle 500 unità di fine 1946 alle 17.000 nel 1953.

## Fondazione del Fronte Unito Issarak
Con il crescente influsso dei Viet Minh all'interno di Khmer Issarak, nel 1950 i membri delle sinistre del movimento fondarono il Fronte Unito Khmer Issarak, che nel giro di pochi anni avrebbe controllato metà del territorio cambogiano. Cinque dei membri del direttivo eletti al momento della fondazione facevano parte del PCI. Nell'occasione, venne anche eletto un governo rivoluzionario provvisorio chiamato Comitato Centrale di Liberazione Popolare (CCLP), presieduto dal comunista Son Ngoc Minh.
Il successivo 19 giugno, Son Ngoc Minh proclamò l'indipendenza del Paese, dichiarando che il CCLP controllava un terzo del Paese. Secondo fonti vietnamite, alla fine del 1950 gli effettivi del Fronte Unito erano 150.000, secondo fonti filo-francesi erano 20.000. In agosto fu fondata la prima scuola militare del Fronte Unito, ed il mese seguente le forze armate francesi iniziarono una campagna contro il movimento. Durante il conflitto che ne seguì, Sihanouk scoraggiò i cambogiani a partecipare alla rivolta, affermando che il Paese avrebbe presto ottenuto l'indipendenza dai francesi.

## Divisione del PCI
Nel febbraio del 1951 si tenne il secondo congresso nazionale del Partito Comunista Indocinese nella Provincia di Tuyen Quang, alla presenza di 200 delegati in rappresentanza di 500.000 iscritti. L'assemblea decretò la ricostituzione ufficiale del partito, la cui fittizia dissoluzione era avvenuta nel 1945, e la nuova compagine fu chiamata Partito del Lavoratori del Vietnam (Đảng lao động Việt Nam). Presidente fu nominato Ho Chi Minh e segretario generale il numero due del partito Trường Chinh. Con il consolidamento del movimento comunista in Laos e in Cambogia, fu data indicazione ai delegati dei due Paesi vicini di formare analoghi partiti in ambito nazionale.
In quello stesso anno fu fondato il Partito Rivoluzionario del Popolo Cambogiano, ai cui vertici vi erano inizialmente soprattutto khmer krom (cittadini vietnamiti di etnia khmer) e vietnamiti residenti in Cambogia. In questa fase, l'apporto di membri dell'etnia khmer fu minimo. Il processo di formazione del partito in Laos fu lungo e incontrò le resistenze dei non comunisti del Pathet Lao. Fu infine fondato in segreto nel marzo del 1955 con il nome di compromesso Partito del Popolo Lao (in lingua lao: Phak Pasason Lao). Fino a tale data, i comunisti laotiani si organizzarono all'interno del movimento Pathet Lao. Nei primi anni dopo la fondazione, sia il partito laotiano che quello cambogiano rimasero fortemente influenzati dalle direttive dei comunisti vietnamiti.

## Sviluppi successivi
I Viet Minh trionfarono nella guerra d'Indocina sconfiggendo le truppe coloniali francesi nella decisiva battaglia di Dien Bien Phu della primavera del 1954. Riuscirono nell'impresa con il pur minimo apporto dei movimenti patriottici laotiani e cambogiani. Nel luglio dello stesso anno, alla Conferenza di Ginevra fu sancita l'indipendenza di Vietnam, Laos e Cambogia.

### In Vietnam
Il Vietnam fu diviso in due Stati separati lungo il 17º parallelo, dove fu creata la zona demilitarizzata vietnamita. A nord fu riconosciuta la Repubblica Democratica del Vietnam, in mano ai comunisti, meglio conosciuta negli anni successivi come Vietnam del Nord, mentre a sud lo Stato associato del Vietnam divenne conosciuto come Vietnam del Sud. I Viet Minh si impegnarono a ritirarsi nel nord e i francesi nel sud, a supporto dello Stato presieduto dall'imperatore Bảo Đại.
Nell'ottobre 1955, il primo ministro del Vietnam del Sud Ngô Đình Diệm, un conservatore cattolico filo-occidentale, si impadronì del potere manipolando il referendum che pose fine alla monarchia, autoproclamandosi primo presidente della neonata Repubblica del Vietnam. Gli Stati Uniti garantirono a Ngo Dinh Diem l'appoggio nel difendere il Vietnam del Sud da eventuali attacchi dei Viet Minh, sostituendosi in tal modo ai declinanti francesi, che si ritirarono definitivamente dal Vietnam nel 1956. Il conflitto tra i due Vietnam rimase vivo nell'ambito della guerra fredda e nella volontà dei Viet Minh di riunificare il Paese sotto la propria bandiera. Negli anni che seguirono le divergenze tra i due Vietnam si radicalizzarono fino a sfociare, nel 1960, nella guerra del Vietnam.
I comunisti vietnamiti, che nel terzo congresso del 1960 si impegnarono nel costruire il socialismo nel Paese unificato, avrebbero trionfato nel 1975 con la caduta di Saigon e dell'intero Vietnam del Sud del 30 aprile. Negli ultimi due anni di guerra, i nord-vietnamiti furono estremamente agevolati dopo che nel gennaio del 1973 furono siglati gli accordi di pace di Parigi,con i quali gli Stati Uniti annunciarono il proprio disimpegno dal conflitto. Nel 1976 il Paese fu ufficialmente riunificato sotto la Repubblica Socialista del Vietnam e, nel quarto congresso tenuto in quello stesso anno, il partito fu ribattezzato Partito Comunista del Vietnam, nome con cui tuttora è alla guida del Paese.

### In Laos
Tra il 1951 ed il 1952, sia il Pathet Lao, con l'aiuto dei Viet Minh, che il Regno del Laos, con l'aiuto francese, formarono ed addestrarono un proprio esercito. Nell'aprile del 1953, un esercito di 40.000 Viet Minh supportati da 2.000 militanti del Pathet Lao invasero il nord-est del Paese e furono fronteggiati da 10.000 truppe reali affiancate da 3.000 regolari francesi. I ribelli occuparono buona parte delle province di nord-est e si insediarono a Xam Neua. Fu questo il segnale di inizio della guerra civile laotiana che sarebbe diventato il fronte laotiano della guerra del Vietnam. Nel marzo del 1955 vi fu il primo congresso del Partito del Popolo Lao, a cui presenziarono 25 delegati che rappresentavano 300 o 400 iscritti.
Il conflitto laotiano sarebbe stato caratterizzato dalla più grande campagna di bombardamenti aerei degli statunitensi dalla seconda guerra mondiale. Oltre a devastare la Piana delle Giare, dove si erano rifugiati i Pathet Lao, tali bombardamenti furono mirati soprattutto a distruggere il sentiero di Ho Chi Minh, che dal 1959 fu utilizzato dai nord-vietnamiti per trasportare attraverso il territorio laotiano le truppe e i rifornimenti per i ribelli Viet Cong infiltrati nel Vietnam del Sud. Durante la guerra civile si alternarono alla guida del Regno del Laos diversi governi, alcuni dei quali cercarono l'adesione dei comunisti in nome della riconciliazione nazionale. Questi tentativi si rivelarono vani per l'eccessiva differenza tra le posizioni dei comunisti e dei filo-occidentali, nonché per gli ostacoli imposti dagli Stati Uniti, che anche in Laos sostituirono i francesi nella lotta al comunismo.
Nel febbraio del 1972, al secondo congresso, il partito fu ribattezzato Partito Rivoluzionario del Popolo Lao. Gli sforzi del Pathet Lao e degli alleati vietnamiti furono premiati nel 1975 con la conquista del Paese, la deposizione del re e la fondazione della Repubblica Popolare Democratica del Laos il 2 dicembre. Il Paese è tuttora governato dai membri del partito, che conservano i legami di alleanza con i comunisti vietnamiti.

### In Cambogia
Un destino ben diverso toccò al partito comunista e ai suoi aderenti in Cambogia. Una prima frattura con i comunisti vietnamiti ebbe luogo già all'indomani della Conferenza di Ginevra, a cui i comunisti cambogiani erano rappresentati dai Viet Minh, che furono accusati di non aver ottenuto alcun beneficio per il Partito Rivoluzionario del Popolo Cambogiano. Mille dei suoi aderenti si trasferirono ad Hanoi, tra i quali il leader Son Ngoc Minh, e gli altri furono assorbiti da diverse correnti e nuovi movimenti politici. Una seconda frattura avvenne negli anni successivi fra i comunisti delle città, che consideravano Sihanouk un alleato affidabile per rovesciare il governo del Vietnam del Sud, e quelli delle zone rurali, i quali individuavano nel principe e primo ministro l'avversario da battere. Il capo di questa fazione si consegnò nel 1959 alle autorità e fece arrestare buona parte dei membri del gruppo. Dopo tale evento, il numero di comunisti nel Paese si era ridotto sensibilmente.

#### Nascita dei khmer rossi
Un altro gruppo comunista cambogiano si era formato negli anni cinquanta negli atenei francesi. Era composto principalmente da studenti dell'alta società che erano stati mandati a formarsi in Europa, fra i quali sarebbe emersa la figura di Pol Pot. Al ritorno in patria, nel 1960 alcuni di questi studenti si unirono al leader dei comunisti urbani Tou Samout per un ristretto congresso del partito, che in tale occasione prese il nome di Partito dei Lavoratori di Cambogia (PLC). Nel 1963, dopo la misteriosa scomparsa di Tou Samout, al secondo congresso del PLC Pol Pot gli succedette nella carica di segretario generale. Nel 1966, il partito cambiò nuovamente nome e divenne il Partito Comunista di Kampuchea. Fu in questi anni che Sihanouk, diventato capo dello Stato, definì khmer rouge i comunisti cambogiani.

#### Distacco dal Vietnam del Nord
In un periodo di grave crisi economica nel Paese, la politica di equilibrio di Sihanouk negli anni sessanta, durante la guerra del Vietnam, permise ai nord-vietnamiti di stabilire diverse basi in Cambogia e di utilizzare il porto di Kampong Saom, l'odierna Sihanoukville, per ricevere aiuti internazionali. I dirigenti di Hanoi furono quindi restii a concedere supporto ai comunisti khmer, che combattevano contro Sihanouk. All'interno del Paese, infiltrazioni di forze sud-vietnamite e statunitensi cercarono di limitare il raggio di azione dei comunisti. Lo scoppio di diverse rivolte diede modo al partito di Pol Pot di espandere la propria influenza senza gli aiuti nei nord-vietnamiti e nel 1968 si formò l'Esercito Rivoluzionario Cambogiano. Il colpo di Stato con cui il primo ministro Lon Nol, aiutato dalle destre, estromise dal potere Sihanouk nel 1970 cambiò radicalmente i rapporti tra le forze del Paese. Il principe, dal suo esilio in Cina, promosse un governo di unità nazionale anti-imperialista nel quale furono ammessi anche i comunisti di Pol Pot i quali, nel 1973, riuscirono a mettere in secondo piano Sihanouk e a comandare le operazioni contro la repubblica di Lon Nol.
Il timore di perdere le proprie basi portò i nord-vietnamiti ad allearsi con i khmer rouge e a spingersi all'interno del Paese per stabilire nuove basi. L'affermarsi dei comunisti indusse gli statunitensi ad aumentare le proprie operazioni in Cambogia; in questo periodo l'aviazione americana sganciò sulla Cambogia più del triplo delle bombe sganciate sul Giappone nella seconda guerra mondiale. Le devastazioni provocate spinsero gran parte della popolazione a condividere la causa dei khmer rouge e contribuì a sviluppare il feroce lato sanguinario degli stessi "khmer rossi", che in questo periodo commisero le prime atrocità per le quali sarebbero diventati famosi. La firma degli accordi di pace di Parigi pose fine ai bombardamenti americani su Laos e Vietnam del Nord, che ripresero con furia in Cambogia per stanare i khmer rossi.

#### I khmer rossi al potere
I khmer rossi presero il potere il 17 aprile 1975 con l'entrata in una Phnom Penh allo sbando e con la fondazione della Kampuchea Democratica. Fu l'inizio di un nuovo dramma per il popolo cambogiano, che iniziò con l'evacuazione delle città, i cui abitanti furono obbligati a diventar contadini. I funzionari di Stato, i militari, i membri delle forze dell'ordine del regime di Lon Nol ed i loro familiari furono sterminati. A cavallo tra il 1975 e il 1976 fu la volta degli intellettuali e degli insegnanti ad essere giustiziati. Nei tre anni in cui furono al potere, furono messe a morte con svariate ragioni persone provenienti da ogni categoria della società. Una stima di Amnesty International ha fissato nel 20% la percentuale di cambogiani vittime del genocidio, su una popolazione che nel 1972 ammontava a 7,1 milioni di abitanti.

#### Invasione vietnamita e fine dei khmer rossi
All'inizio, il rapporto tra i governi di Hanoi e Phnom Penh ebbe momenti di tensione che sembravano superati nel 1976. Gli attacchi khmer alla frontiera col Vietnam del 1977 furono puniti con i bombardamenti dell'aviazione vietnamita e l'invio di grossi contingenti a protezione dei confini. Gli incidenti si protrassero anche nei mesi successivi e il 22 dicembre 1978 un esercito di 122.000 soldati vietnamiti entrò nel Paese dando il via alla guerra cambogiana-vietnamita. Phnom Penh cadde il 7 gennaio 1979 e i khmer rossi si riorganizzarono nelle zone rurali dando il via alla guerriglia. Venne così fondata la Repubblica Popolare di Kampuchea e a dirigerla furono chiamati i comunisti filo-vietnamiti del Partito Popolare Cambogiano, tuttora al potere. La guerriglia dei khmer rossi si protrasse per diversi anni e nel 1981 il Partito Comunista di Kampuchea fu ribattezzato Partito della Kampuchea democratica, il quale si sarebbe dissolto in partiti minori durante il declino dei khmer rossi che ebbe termine nel 1999 con la cattura dell'ultimo leader Ta Mok.